# Bartlett Glacier
Bartlett Glacier är en glaciär i Antarktis. Den ligger i den centrala delen av kontinenten. Nya Zeeland gör anspråk på området. Bartlett Glacier ligger 1 379 meter över havet.
Terrängen runt Bartlett Glacier är varierad. Trakten är obefolkad. Det finns inga samhällen i närheten. 